# Amber Brooks
Amber Brooks (* 23. Januar 1991 in Evansville, Indiana) ist eine US-amerikanische Fußballspielerin, die seit dem 1. Januar 2024 vereinslos ist.

## Karriere

### Vereine
Über die Jugendmannschaften New Hope Cobras (gemeinsam mit Jungen), Lenape Valley, Langhorne Strikers, Universal Soccer Academy und Vincent United kam Brooks 15-jährig zur U-18-Mannschaft von Arsenal World Class, die sie 2009 mit Beginn ihres Studiums wieder verließ. Mit den Tar Heels, der Frauen-Fußballmannschaft der University of North Carolina at Chapel Hill, gewann sie 2012 mit einem 4:1-Sieg über die Nittany Lions, die Mannschaft der Pennsylvania State University, die US-College-Meisterschaft. Insgesamt kam sie zu 93 Einsätzen für die Tar Heels, in denen sie 17 Tore erzielte.
Von 2011 bis 2012 lief Brooks für die W-League-Teilnehmer Vancouver Whitecaps Women und New Jersey Wildcats auf. Am 25. Januar 2013 unterschrieb sie einen bis 30. Juni 2014 gültigen Vertrag beim FC Bayern München. Bei ihrem Debüt am 17. März 2013 (15. Spieltag) erzielte sie beim 2:1-Sieg im Heimspiel gegen die SGS Essen beide Tore.
Am 11. Dezember 2013 verkündete sie ihren Weggang vom FC Bayern München und wechselte zum Portland Thorns FC. Dieser hatte sich die Rechte an Brooks bereits  im NWSL College Draft am 18. Januar 2013 gesichert. Bei ihrem Debüt in der NWSL gewann ihre Mannschaft am 12. April 2014 (1. Spieltag) im Auswärtsspiel gegen Houston Dash mit 1:0.
Nach Saisonende in der NWSL kehrte Brooks bis Ende 2014 auf Leihbasis zum FC Bayern München zurück und sollte danach für das Franchise der Western New York Flash auflaufen. Noch vor Saisonbeginn 2015 wechselte sie jedoch weiter zum Seattle Reign FC, mit dem sie das Meisterschaftsfinale gegen den FC Kansas City erreichte. Zur Spielzeit 2016 wechselte sie zum Erstligisten Houston Dash, für den sie am 16. April 2016 (1. Spieltag) beim 3:1-Sieg im Heimspiel gegen die Chicago Red Stars ihr Ligadebüt gab.

### Nationalmannschaft
Brooks gehörte dem Kader der U17-Nationalmannschaft an, die vom 29. Januar bis 2. Februar 2008 in Neuseeland am „Future Stars Tournament“ teilnahm. Ihr Debüt gab sie am 2. Februar beim 3:2-Sieg gegen die Auswahl Deutschlands, nachdem sie gegen die Auswahl Australiens und Neuseeland nicht zum Einsatz gekommen war.
Brooks bestritt des Weiteren fünf Länderspiele in der Qualifikation zur U-17-Weltmeisterschaft: 6:0-Sieg gegen die Auswahl Costa Ricas am 18., 9:0-Sieg gegen die Auswahl El Salvadors (2 Tore) am 20., 9:1-Sieg gegen die Auswahl Trinidads & Tobago am 22., 1:0-Sieg gegen die Auswahl Mexikos am 24. und 4:1-Sieg gegen die Auswahl Costa Ricas (1 Tor) am 27. Juli 2008.
Brooks nahm 2008 mit der Nationalmannschaft an der U17-Weltmeisterschaft in Neuseeland teil und war in zwei Gruppenspielen bei der 2:3-Niederlage gegen die Auswahl Japans und beim 1:1-Unentschieden gegen die Auswahl Frankreichs Spielführerin. In den drei folgenden Spielen der Finalrunde kam sie ebenfalls zum Einsatz. Sie erreichte mit ihrer Mannschaft das Endspiel, in dem sie sich der Auswahl Nordkoreas mit 1:2 nach Verlängerung geschlagen geben musste.
Für die US-amerikanische U-20-Auswahlmannschaft debütierte sie am 21. Januar 2010 in Guatemala-Stadt beim 6:0-Sieg gegen die Auswahl Jamaikas, als sie für Toni Pressley in der 75. Minute eingewechselt wurde. Das Eröffnungsspiel der CONCACAF U-20-Meisterschaft der Frauen war ihr erstes von fünf Länderspielen, an dessen Wettbewerbsende der Gewinn der Meisterschaft stand. Im Endspiel am 30. Januar 2010 beim 1:0-Sieg gegen die Auswahl Mexikos spielte sie ihr einziges Turnierspiel über 90 Minuten.
Am 22., 24. und 26. Februar 2010 absolvierte sie in La Manga (ESP)) im Rahmen des „Vier-Nationen-Turniers“ die Länderspiele gegen die Auswahl Norwegens (1:0), Deutschlands (1:1) und Englands (1:0).
Brooks nahm 2010 mit der Nationalmannschaft an der U20-Weltmeisterschaft in Deutschland teil, bestritt alle drei Gruppenspiele und erzielte ihr einziges Turniertor im Viertelfinale gegen Nigeria, das erst im Elfmeterschießen mit 2:4 verloren wurde.
Von 2011 bis 2012 bestritt sie für die US-amerikanische U23-Auswahlmannschaft neun Länderspiele und erzielte für diese drei Tore.
Am 10. November 2013 kam sie beim 4:1 gegen Brasilien zu ihrem ersten Einsatz in der A-Nationalmannschaft, wobei sie in der Startelf stand.

## Erfolge
Nationalmannschaft
- Finalist U17-Weltmeisterschaft 2008
- CONCACAF U20-Meister 2010

Collegemannschaft
- US-College-Meister 2012

## Sonstiges
Ihre Eltern spielten ebenfalls Fußball: Jean, ihre Mutter, war die erste weibliche Spielerin in einem men’s college soccer team, während ihrer Zeit an der Ashland University (1976–1979), Allan, Ihr Vater spielte von 1975 bis 1979 für das Le Moyne College (New York).